# Louis Miehe-Renard
Louis Miehe-Renard, född 11 april 1919 i Köpenhamn, död 21 januari 1997 i Danmark, var en dansk skådespelare.

## Filmografi (urval)
- 1951 – Kvinnan bakom allt
- 1962 – Den kära familjen
- 1967 – Tofflan - en lycklig komedi
- 1970 – Kyrkoherden